# Dukon Béla
Dukon Béla (Budapest, 1966. augusztus 28. –) labdarúgó, csatár, edző.

## Pályafutása
A Ferencváros saját nevelésű játékosa. Az élvonalban 1984. június 3-án mutatkozott be a Videoton ellen, ahol csapata 1–0-s vereséget szenvedett. Tagja volt az 1988–89-es és 1990–91-es ezüst-, az 1989–90-es bronzérmes és az 1991-es kupagyőztes csapatnak. 1991-ig 98 bajnoki mérkőzésen szerepelt a Fradiban és 11 gólt szerzett. 1990 őszén egy rövid ideig a Volán játékosa volt. Az 1991–92-es szezonban a harmadosztályú svájci FC Malley együttesében játszott. Hazatérve 1993 tavaszán a Pénzügyőr és a BVSC csapatában szerepelt. 1993–94-ben a Siófoki Bányász játékosa volt. 1994 és 1999 között az Érdi VSE labdarúgója volt. Az aktív labdarúgást a Diósgyőri VTK csapatában hagyta abba az 1999–2000-es idényben. Az élvonalban 119 mérkőzésen szerepelt és 12 gólt szerzett.
2021 decemberében a Soroksár SC női csapatának edzője lett.

## Sikerei, díjai
- Magyar bajnokság
  - 2.: 1988–89, 1990–91
  - 3.: 1989–90
- Magyar kupa
  - győztes: 1991
  - döntős: 1986, 1989

## jegyzetek
1. ↑  Dukon Béla lett női csapatunk vezetőedzője. www.soroksarsc.hu (2021. december 23.)  (Hozzáférés: 2022. január 3.) arch